# Acanthurus bariene
Acanthurus bariene är en fiskart som beskrevs av Lesson, 1831. Acanthurus bariene ingår i släktet Acanthurus och familjen Acanthuridae. IUCN kategoriserar arten globalt som livskraftig. Inga underarter finns listade i Catalogue of Life.